# Ричард Холбрук
Ричард Холбрук (енгл. Richard Holbrooke; Њујорк, 24. април 1941 — Вашингтон, 13. децембар 2010) је био амерички дипломата, потомак Јевреја избеглица из Пољске током Другог светског рата (фамилија Голдбрајх), један од креатора Дејтонског споразума којим је окончан рат у Босни и Херцеговини новембра 1995. године. Поред тога, играо је важну улогу у преговорима са Слободаном Милошевићем 1998. године, у току оружаних сукоба на Косову и Метохији.
Председник САД, Барак Обама, именовао га је, почетком 2009. године, за специјалног изасланика за Авганистан.
Умро је 13. децембра 2010. године у 69. години.